# Ding Xinyi
Ding Xinyi (Chongqing, 27 de agosto de 2004) é uma ginasta rítmica chinesa.

## Carreira
Após começar a praticar o esporte em 2010, ela se tornou titular no grupo sênior em 2023, estreando na Copa do Mundo em Tashkent, onde o grupo ganhou ouro no individual geral e nas duas finais pares. Semanas depois, ela ganhou ouro no individual geral e prata nas duas finais do evento em Baku. De 31 de maio a 3 de junho, o grupo competiu no Campeonato Asiático em Manila, ganhando bronze em equipes junto com os indivíduos Wang Zilu, Zhao Yating e Zhao Yue, ouro no individual geral, com 5 aros e com 3 fitas e 2 bolas. Em julho, ela viajou para Milão para a última Copa do Mundo da temporada, conquistando bronze no individual geral e com 3 fitas e 2 bolas. No final de agosto, Xinyi foi selecionada para o Campeonato Mundial em Valência, ganhando prata no All-Aroud e com 3 fitas e 2 bolas, bem como uma medalha de ouro histórica com 5 aros.
Nos Jogos Olímpicos de Verão de 2024, em Paris, conquistou a medalha de ouro na competição de grupos da ginástica rítmica, ao lado de Guo Qiqi, Hao Ting, Huang Zhangjiayang e Wang Lanjing.